# Klingerbach (Feldkirchner Bach)
Der Klingerbach ist ein Fließgewässer in Bayern. Er entsteht bei Unteraufham, fließt dann südwärts, bevor er von links in den Feldkirchner Bach mündet.